# Sutton upon Tern
Sutton upon Tern est une paroisse civile et un village du Shropshire, en Angleterre.